# 總統副總統文物館
總統副總統文物館（英語：Presidential and Vice-Presidential Artifacts Museum），位於臺灣臺北市中正區長沙街一段2號國史館一樓，2010年10月10日開館，收藏文物包括中華民國歷任總統的文物和檔案。
館藏包括前任總統的家具和藝術品，以及數字閱覽室，其中包含中華民國總統相關的1,100種出版物和687本書。

## 交通

### 臺北捷運
- 捷運： 松山新店線西門站2號出口

## 外部連結
- 官方網站